# Fort Stanton Museum
Le Fort Stanton Museum est un musée américain situé dans le comté de Lincoln, au Nouveau-Mexique. Abrité par l'un de ses bâtiments, il présente l'histoire du fort Stanton.